# Matt Targett
Matt Targett (Australia, 24 de diciembre de 1985) es un nadador australiano especializado en pruebas de corta distancia estilo mariposa, donde consiguió ser medallista de bronce olímpico en 2012 en los relevos de 4 x 100 metros estilos.

## Carrera deportiva
En los Juegos Olímpicos de Londres 2012 ganó la medalla de bronce en los relevos de 4 x 100 metros estilos, nadando la posta de mariposa, con un tiempo de 3:31.58 segundos, tras Estados Unidos y Japón (plata).